# Salalah
Salalah (en árabe: صلالة ) es la capital y sede del wali (gobernador) de la provincia meridional de Dhofar en el Sultanato de Omán. Su población en 2009 era de 197.169 habitantes. 
Salalah es la segunda ciudad más grande de ese país asiático, y la localidad más grande de la provincia de Dhofar. Fue el lugar de nacimiento del sultán Qabus bin Said. Salalah atrae a mucha gente de otras partes de Omán durante la temporada del Khareef (monzón), entre julio y septiembre.

## Historia
Salalah fue la capital tradicional de Dhofar, que alcanzó el pico de la prosperidad en el siglo XIII gracias al comercio del incienso. Más tarde decayó, y en el siglo XIX fue absorbido por el Sultanato de Mascate. Entre 1932 y 1970, Salalah fue la capital del Sultanato de Mascate y Omán bajo Sa‘id bin Taimur. Después de la muerte de este, su hijo Qabus decidió cambiar la capital de Omán a Mascate.
El sultán tradicionalmente vive en Salalah en lugar de Mascate, la capital y la ciudad más grande de Omán; Qabus ha seguido esta tendencia, y ha vivido en Mascate desde que ascendió al trono en 1970. Él, sin embargo, puede visitar Salalah con bastante regularidad para cumplir con influyentes tribus líderes y locales; su última visita fue en 2010 y antes la visitó en 2006.
En 2010, durante el 40 aniversario del sultán Qabus en el trono, decidió pasar su tiempo en Salalah. Las celebraciones del 40 aniversario consistieron en un desfile masivo. Que duró varias horas y tenía un estimado de 100 000 asistentes. En 2011, la ciudad fue sede de protestas pacíficas después de que el efecto dominó de la Primavera Árabe que duró muchos meses. De las muchas solicitudes presentadas a partir de los manifestantes, algunos incluyeron la expulsión de los ministros actuales, las oportunidades de empleo, aumentos de sueldo, una solución a la creciente costo de la vida, y el establecimiento de bancos islámicos.

## Distritos y suburbios de la ciudad
- Al-Dahariz
- Al-Haffa
- Al-Mughsail
- Al-Mutaaza
- Al-Saada
- Al-Wadi
- Auqad
- Centro de la ciudad
- Salalah del Este
- Ittin
- Nueva Salalah
- Raysut

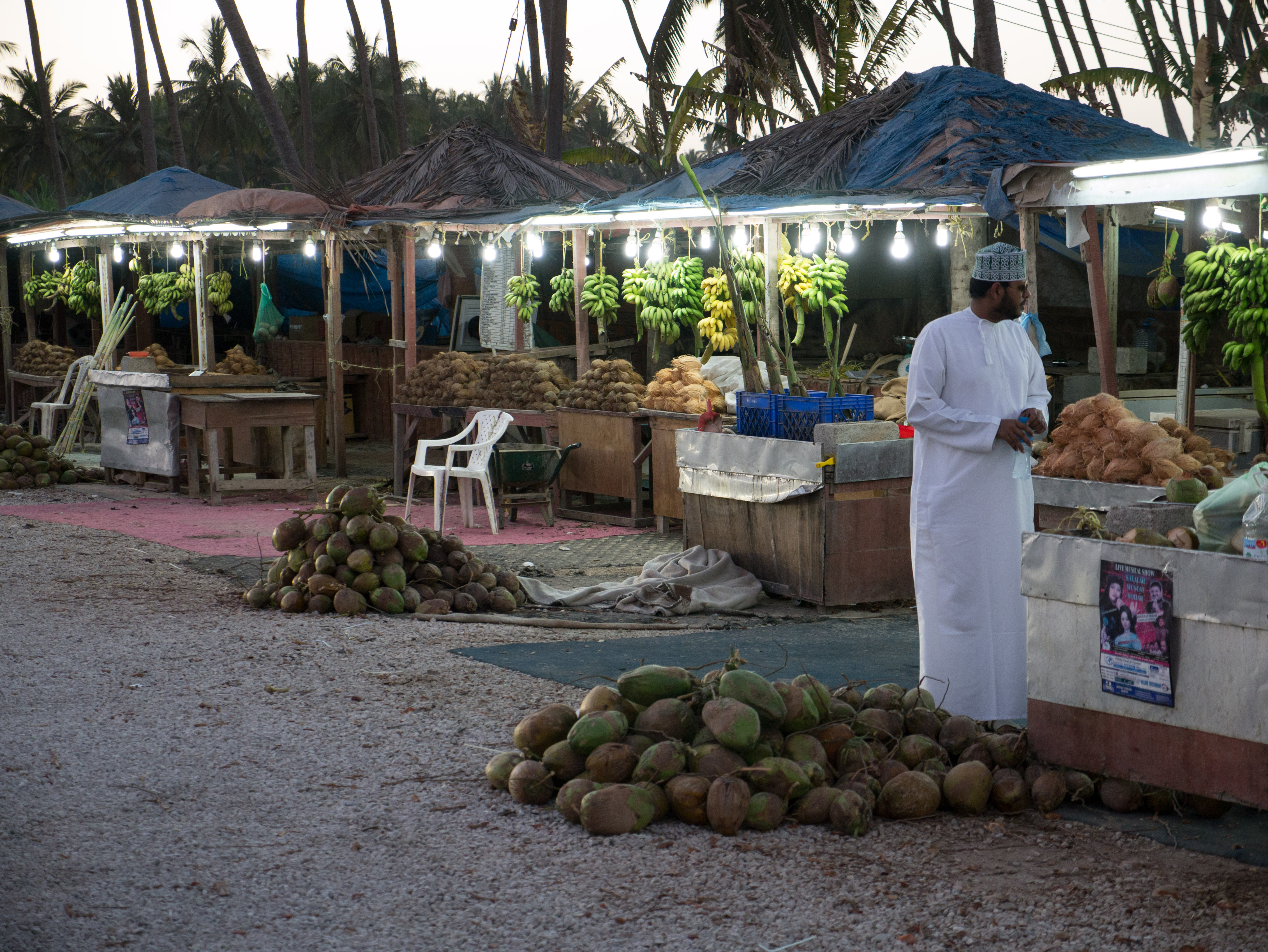
Puesto de frutas en Salalah

- Salalah Western (también conocido como Al-Gharbia, y Al-Gantra)

## Clima
El clima de la región y el monzón permite a la ciudad cultivar algunas verduras y frutas como el coco.
| Parámetros climáticos promedio de Salalah          | Parámetros climáticos promedio de Salalah | Parámetros climáticos promedio de Salalah | Parámetros climáticos promedio de Salalah | Parámetros climáticos promedio de Salalah | Parámetros climáticos promedio de Salalah | Parámetros climáticos promedio de Salalah | Parámetros climáticos promedio de Salalah | Parámetros climáticos promedio de Salalah | Parámetros climáticos promedio de Salalah | Parámetros climáticos promedio de Salalah | Parámetros climáticos promedio de Salalah | Parámetros climáticos promedio de Salalah | Parámetros climáticos promedio de Salalah |
| Mes                                                | Ene.                                      | Feb.                                      | Mar.                                      | Abr.                                      | May.                                      | Jun.                                      | Jul.                                      | Ago.                                      | Sep.                                      | Oct.                                      | Nov.                                      | Dic.                                      | Anual                                     |
| -------------------------------------------------- | ----------------------------------------- | ----------------------------------------- | ----------------------------------------- | ----------------------------------------- | ----------------------------------------- | ----------------------------------------- | ----------------------------------------- | ----------------------------------------- | ----------------------------------------- | ----------------------------------------- | ----------------------------------------- | ----------------------------------------- | ----------------------------------------- |
| Temp. máx. abs. (°C)                               | 32.3                                      | 33.8                                      | 36.7                                      | 43.6                                      | 42.3                                      | 43.0                                      | 32.7                                      | 31.3                                      | 33.0                                      | 40.1                                      | 37.4                                      | 34.2                                      | '                                         |
| Temp. máx. media (°C)                              | 27.5                                      | 27.9                                      | 29.9                                      | 31.7                                      | 32.4                                      | 31.8                                      | 28.4                                      | 27.3                                      | 29.0                                      | 30.5                                      | 30.8                                      | 28.7                                      | 29.7                                      |
| Temp. media (°C)                                   | 22.9                                      | 23.7                                      | 25.5                                      | 27.6                                      | 29.0                                      | 29.0                                      | 26.4                                      | 25.2                                      | 26.3                                      | 26.3                                      | 25.9                                      | 23.9                                      | 26                                        |
| Temp. mín. media (°C)                              | 17.9                                      | 19.2                                      | 21.0                                      | 23.4                                      | 25.6                                      | 26.5                                      | 24.2                                      | 23.1                                      | 23.4                                      | 21.6                                      | 20.4                                      | 18.8                                      | 22.1                                      |
| Temp. mín. abs. (°C)                               | 12.6                                      | 10.8                                      | 14.5                                      | 18.0                                      | 20.6                                      | 23.5                                      | 21.9                                      | 20.5                                      | 19.1                                      | 16.5                                      | 15.0                                      | 14.1                                      | '                                         |
| Precipitación total (mm)                           | 2.2                                       | 7.0                                       | 6.3                                       | 19.8                                      | 17.1                                      | 10.6                                      | 24.6                                      | 24.5                                      | 4.1                                       | 4.1                                       | 9.6                                       | 1.1                                       | 131                                       |
| Horas de sol                                       | 289.6                                     | 256.8                                     | 297.6                                     | 308.3                                     | 335.1                                     | 199.5                                     | 43.9                                      | 42.4                                      | 188.0                                     | 314.7                                     | 304.7                                     | 296.8                                     | 2877.4                                    |
| Humedad relativa (%)                               | 50                                        | 58                                        | 62                                        | 68                                        | 75                                        | 80                                        | 89                                        | 90                                        | 81                                        | 67                                        | 55                                        | 50                                        | 68.8                                      |
| Fuente: NOAA (period of record varies, see source) |                                           |                                           |                                           |                                           |                                           |                                           |                                           |                                           |                                           |                                           |                                           |                                           |                                           |

## Demografía
Religión

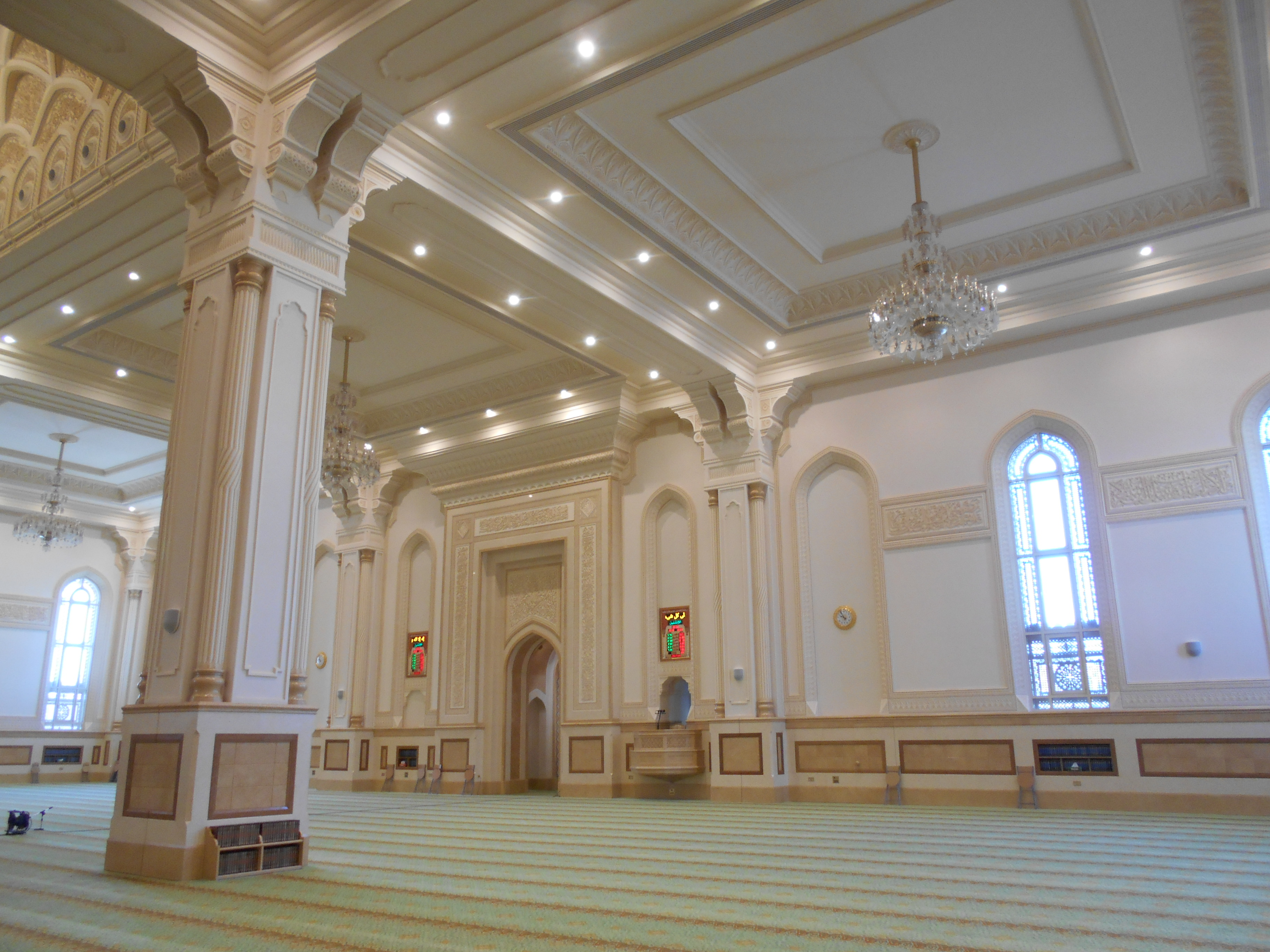
Interior de la Mezquita Sultán Qaboos (Salalah).

La ciudad, al igual que muchos otros estados árabes de la península arábiga , tiene una proporción relativamente grande de expatriados de la comunidad, principalmente de la India , Pakistán , Bangladés y Sri Lanka .
La mayoría de la población de Omán en Salalah es musulmana . Tal y como es habitual en Oriente Medio, la mayoría de los habitantes de Salalah profesan la variante sunita del Islam, pero esto lis diferencia del resto de sus compatriotas omaníes, que en su mayoría siguen la variante ibadhi. También hay una población considerable de hindúes, cristianos, budistas y Sijs en la comunidad de expatriados.
Idioma
El árabe es el idioma oficial y el más hablado. La lengua no oficial y no escrita, conocida como Jeballi, es la segunda más hablada y la lengua materna de muchos habitantes de Salalah y sus alrededores. A partir de 1993 se estimaba que había 25.000 hablantes y los números se han más que duplicado desde entonces.
El inglés es el idioma extranjero oficial y la lengua más hablada de los expatriados . El malayalam es otra lengua popular y, junto con el hindi / urdu, es la más hablada entre los expatriados.

## Economía

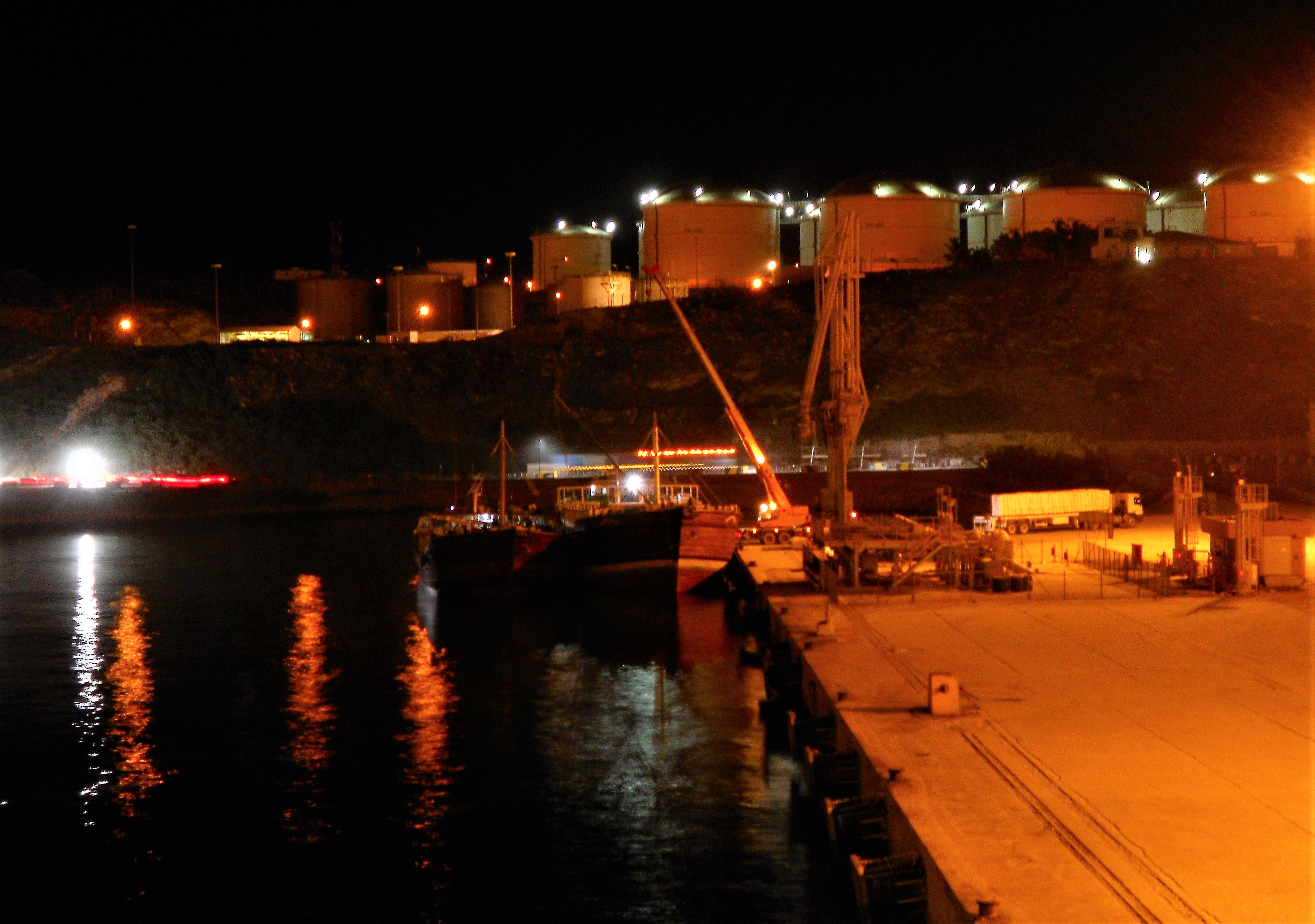
Vista nocturna del puerto de Salalah.

APM Terminals, que forma parte del grupo Moller-Maersk AP de Dinamarca, gestiona el puerto de Salalah, uno de los puertos más grandes de la península arábiga, que es un centro de transbordo importante para el transporte de contenedores en la zona. El puerto de Salalah es también uno de los más importantes de la Península en las conexiones entre África, Oriente Medio y Asia. Pero el puerto está fuera de la ciudad, al sur. También es el empleador privado más grande de la región de Dhofar. La Zona Libre de Salalah, situada justo al lado del puerto, está emergiendo como un nuevo centro para las industrias pesadas en el Medio Oriente.

## Deportes

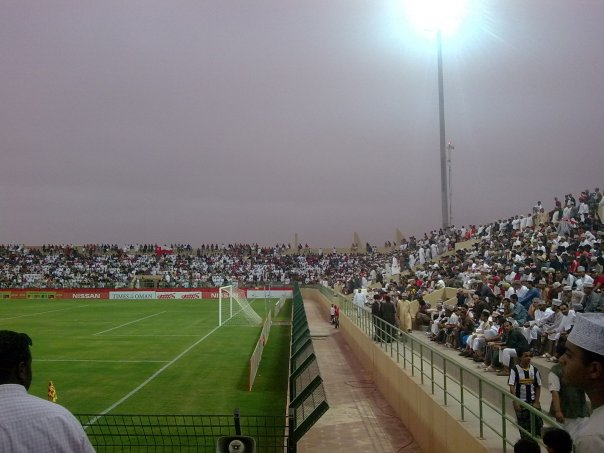
Un partido de Futbol en Salalah

Salalah es conocida como la sede de algunos de los mejores clubes de fútbol de Omán. En total, Salalah tiene 4 clubes deportivos con sede en la ciudad: Salalah club, Al-Ittihad, Al-Nasr y Dhofar .
El Dhofar FC ha sido apodado como "Al-Zaeem", o "Los líderes", debido a su enorme éxito tanto en la Liga de Omán como en el Qaboos Copa Sultán. El Dhofar también tiene una cantidad destacable de trofeos en deportes como el voleibol y el balonmano. Al-Nasr también ha sido conocidos por su gran éxito en el fútbol, al haber ganado la Liga de Omán cinco veces y el Sultán Qaboos Copa cuatro veces. Al-Nasr, como Dhofar, también ha tenido éxito en otros deportes como el hockey, el baloncesto, el voleibol y el balonmano.
Salalah actualmente tiene dos estadios: uno es el Complejo de Deportes Salalah (también conocido como "La juventud se divierte complejas"), que es el único estadio de usos múltiples en Salalah; el más reciente es el Estadio Al-Saadah, en el distrito de Al-Saada de Salalah, dedicado al fútbol. Incorporados en las paredes del complejo deportivo, aparte del estadio de fútbol es un campo de hockey, pista de tenis, piscina olímpica y cancha de voleibol / baloncesto cubierta. El Estadio Al-Saada es el lugar donde el equipo nacional de fútbol de Arabia y el equipo nacional de Omán se reunieron por primera vez en Salalah el 12 de agosto de 2009.
El deporte más popular entre los jóvenes es el fútbol. Es muy normal ver a un grupo de muchachos y jóvenes de toda la región, jugando en campos improvisados en estacionamientos, o en una gran área abierta. La Playa de fútbol es también una vista común para ver a lo largo de la playa en el distrito de Al-Haffa. Otro deporte popular en Salalah es el voleibol. Aunque no es tan popular como el fútbol, este deporte también se practica con frecuencia.